# Linnaemya torensis
Linnaemya torensis là một loài ruồi trong họ Tachinidae.